# Temporada do Club Universitario de Deportes de 2007
O Club Universitario de Deportes em 2007, participou de duas competições: Campeonato Peruano e Copa Sul-Americana.

## Competições

### Campeonato Peruano
O Torneio Descentralizado da Primeira Divisão Peruana de Futebol Profissional 2007 foi a 91ª edição da Liga Peruana. Universitario terminou em quarto lugar e conseguiu se classificar para a Copa Sul-Americana de 2008.

#### Classificação Geral
| Classificação | Classificação             | Classificação | Classificação | Classificação | Classificação | Classificação | Classificação | Classificação | Classificação |
| Pos           | Time                      | PG            | J             | V             | E             | D             | GP            | GS            | SG            |
| ------------- | ------------------------- | ------------- | ------------- | ------------- | ------------- | ------------- | ------------- | ------------- | ------------- |
| 4             | Universitario de Deportes | 67            | 44            | 18            | 13            | 13            | 58            | 53            | +5            |

### Copa Sul-Americana
A Copa Sul-Americana de 2007 foi a sexta edição do torneio organizado pela Confederação Sul-Americana de Futebol. O Universitario enfrentou o Atlético Nacional na primeira fase.

#### Primeira fase
| 9 de agosto Ida | Universitario | 0 - 1 | Atlético Nacional | Lima, Peru |
|                 |               |       | {{{golos2}}}      |            |

| 30 de agosto Volta | Atlético Nacional | 1 - 0 | Universitario | Medellín, Colômbia |
|                    |                   |       | {{{golos2}}}  |                    |